# Jurij Bałujewski
Jurij Nikołajewicz Bałujewski, ros. Юрий Николаевич Балуевский (ur. 9 stycznia 1947 w Truskawcu) – rosyjski generał armii, były pierwszy wiceminister obrony Federacji Rosyjskiej i szef sztabu sił zbrojnych Rosji (lipiec 2004-czerwiec 2008).
W 1970 został absolwentem leningradzkiej wyższej szkoły wojskowej, w 1980 Akademii Wojskowej im. Frunzego i w 1990, ze złotym medalem, Wojskowej Akademii Sztabu Generalnego Sił Zbrojnych ZSRR im. K. J. Woroszyłowa.
Od lutego 1993 do lipca 1995 był szefem sztabu, zastępcą głównodowodzącego rosyjską grupą wojsk na Zakaukaziu, zastępcą szefa głównego zarządu operacyjnego sztabu sił zbrojnych FR. Od sierpnia 1997 szef zarządu operacyjnego sztabu sił zbrojnych FR.  Od 2001 pierwszy zastępca szefa sztabu generalnego sił zbrojnych FR. Od 19 lipca 2004 szef sztabu generalnego sił zbrojnych FR i pierwszy wiceminister obrony FR. Od września tego roku członek Rady Bezpieczeństwa FR.
3 czerwca 2008 został zwolniony ze stanowiska szefa sztabu i wyznaczony na zastępcę sekretarza Rady Bezpieczeństwa FR, na tym stanowisku do 9 stycznia 2012.
Został odznaczony m.in. Orderem „Za zasługi dla Ojczyzny” II, III i IV klasy oraz Orderem „Za służbę Ojczyźnie w Siłach Zbrojnych ZSRR” III stopnia.